# Kovács Gyula (bábművész)
Kovács Gyula (Budapest, 1920. szeptember 30. – Budapest, 1985. november 10.) Jászai Mari-díjas magyar bábszínész, rendező, érdemes művész, színész, bohóc.

## Életútja
1939-től 1953-ig vidéki társulatoknál játszott és rendezett. 1953-ban az Állami Bábszínház tagja lett, ahol 1985-ben bekövetkezett haláláig szerepelt. Tanított az Állami Artistaképző Iskolában is. 1968-ban Jászai Mari-díjat kapott, 1984-ben érdemes művész díjjal ismerték el addigi munkásságát.

## Fontosabb szerepei
- Vadász (German Matvejev–Mészöly Miklós: A csodálatos kalucsni)
- Zeusz (Darvas Szilárd–Gádor Béla: Szerelmes istenek)
- Vackor (William Shakespeare: Szentivánéji álom)
- Plakátragasztó (Josef Pehr–Leo Spačil–Hárs László: Rosszcsont Peti)

## Főbb rendezései
- A három kismalac (Tóth Eszrer)
- Misi Mókus (Tersánszky Józsi Jenő – Kardos G. György)
- Csipkerózsika (Grimm fivérek – Ignácz Rózsa)
- Hamupipőke (Tamara Gabbe – Tótfalusi István)
- Gulliver Liliputban (Jonathan Swift – Kardos G. Gy.)
- Óz, a nagy varázsló (L. Frank Baum – Tótfalusi I.)

## Filmek, tv
- Százszorszép (1982)